# Division Nationale 2015-16
La División Nationale 2015-16 (Nationaldivisioun en luxemburgués). fue la 102.ª. temporada de la División Nacional de Luxemburgo. La temporada comenzó el 2 de agosto de 2015 y terminó el 22 de mayo de 2016. El F91 Dudelange conquistó el duodécimo título de su historia.

## Sistema de competición
Los catorce equipos participantes jugaron entre sí todos contra todos dos veces totalizando 26 partidos cada uno. Al final de la temporada el primer clasificado obtuvo un cupo para la segunda ronda de la Liga de Campeones 2016-17. El segundo y tercer clasificado obtuvieron un cupo a la primera ronda de la  Liga Europa 2016-17. El último y penúltimo clasificado descendieron a la División de Honor  2016-17, mientras que el duodécimo primer clasificado jugó el Play-off de relegación contra el tercer clasificado de la División de Honor 2015-16 que determinó quien de los dos jugará en la Division Nationale la próxima temporada.
Un tercer cupo para la Liga Europa 2016-17 fue asignado al campeón de la Copa de Luxemburgo.

## Ascensos y descensos
Los clubes ascendidos de la Éirepromotioun 2014-15 fueron 3 en total
| Pos. | de Division Nationale 2014-15 |
| ---- | ----------------------------- |
| 12.º | Käerjéng 97                   |
| 13.º | Hostert                       |
| 14.º | Jeunesse Canach               |

| Pos. | de Segunda División 2014-15 |
| ---- | --------------------------- |
| 1.º  | Hamm Benfica                |
| 2.º  | Racing Unión                |
| 3.º  | Strassen                    |

## Clubes
| Equipo             | Ciudad           | Estadio                                    | Capacidad |
| ------------------ | ---------------- | ------------------------------------------ | --------- |
| Differdange 03     | Differdange      | Stade Municipal de la Ville de Differdange | 3.000     |
| Differdange 03     | Differdange      | Thillenberg                                | 6.000     |
| F91 Dudelange      | Dudelange        | Jos Nosbaum                                | 4.650     |
| Etzella Ettelbruck | Ettelbruck       | Stade Am Deich                             | 2.020     |
| Fola Esch          | Esch-sur-Alzette | Emile Mayrisch                             | 3.900     |
| Grevenmacher       | Grevenmacher     | Op Flohr                                   | 4.000     |
| Hamm Benfica       | Hamm             | Luxembourg-Cents                           | 2.800     |
| Jeunesse d'Esch    | Esch-sur-Alzette | La Frontière                               | 4.200     |
| Mondorf-les-Bains  | Munnerëf         | Stade John Grün                            | 3.600     |
| Progrès Niedercorn | Differdange      | Jos Haupert                                | 2.800     |
| Racing Unión       | Luxemburgo       | Stade Achille Hammerel                     | 5.800     |
| Rumelange          | Rumelange        | Stade municipal de Rumelange               | 3.000     |
| Strassen           | Strassen         | Complexe Sportif Jean Wirtz                | 1.500     |
| Victoria Rosport   | Rosport          | VictoriArena                               | 1.000     |
| Wiltz 71           | Wiltz            | Stade Géitz                                | 1.100     |

## Tabla de posiciones
| Pos. | Equipo             | Pts. | PJ | G  | E | P  | GF | GC | Dif. | Clasificación 2016–17                 |
| ---- | ------------------ | ---- | -- | -- | - | -- | -- | -- | ---- | ------------------------------------- |
| 1    | F91 Dudelange (C)  | 62   | 26 | 19 | 5 | 2  | 65 | 21 | +44  | Segunda ronda de la Liga de Campeones |
| 2    | Fola Esch          | 62   | 26 | 19 | 5 | 2  | 61 | 23 | +38  | Primera ronda de la Liga Europa       |
| 3    | Differdange 03     | 55   | 26 | 17 | 4 | 5  | 63 | 32 | +31  | Primera ronda de la Liga Europa       |
| 4    | Jeunesse Esch      | 46   | 26 | 13 | 7 | 6  | 48 | 30 | +18  | Primera ronda de la Liga Europa       |
| 5    | Strassen           | 38   | 26 | 11 | 5 | 10 | 50 | 50 | 0    |                                       |
| 6    | Progrès Niedercorn | 36   | 26 | 10 | 6 | 10 | 41 | 30 | +11  |                                       |
| 7    | Mondorf-les-Bains  | 36   | 26 | 10 | 6 | 10 | 36 | 34 | +2   |                                       |
| 8    | Racing Union       | 35   | 26 | 10 | 5 | 11 | 45 | 54 | −9   |                                       |
| 9    | Hamm Benfica       | 34   | 26 | 9  | 7 | 10 | 52 | 49 | +3   |                                       |
| 10   | Rumelange          | 28   | 26 | 8  | 4 | 14 | 38 | 52 | −14  |                                       |
| 11   | Victoria Rosport   | 26   | 26 | 7  | 5 | 14 | 46 | 49 | −3   |                                       |
| 12   | Wiltz 71           | 21   | 26 | 5  | 6 | 15 | 22 | 60 | −38  | Promoción por la permanencia          |
| 13   | Etzella Ettelbruck | 17   | 26 | 4  | 5 | 17 | 25 | 50 | −25  | Desciende a División de Honor 2016-17 |
| 14   | Grevenmacher       | 13   | 26 | 3  | 4 | 19 | 15 | 53 | −38  | Desciende a División de Honor 2016-17 |

Actualizado a los partidos jugados el 22 de mayo de 2016.
 Fuente: Soccerway
Notas:
1. ↑  Tras ganar la Copa de Luxemburgo, el F91 Dudelange  obtiene una plaza para participar en la Liga Europa 2016-17 pero, al encontrarse este equipo clasificado a través de su posición de Liga para disputar la liga de campeones, la plaza obtenida a través de la Copa recae sobre el cuarto clasificado.

## Resultados cruzados
| Local \ Visitante  | DIF | ETZ | DUD | FOL | GRE | RMH | JEU | MON | PRO | RAC | RUM | UNA | VIC | WIL |
| ------------------ | --- | --- | --- | --- | --- | --- | --- | --- | --- | --- | --- | --- | --- | --- |
| Differdange 03     | —   | 2–1 | 2–2 | 0–3 | 4–0 | 4–1 | 3–0 | 1–0 | 1–0 | 6–0 | 3–0 | 2–0 | 2–1 | 5–0 |
| Etzella Ettelbruck | 2–3 | —   | 0–5 | 0–4 | 2–2 | 0–4 | 0–1 | 2–1 | 0–2 | 2–4 | 1–0 | 2–6 | 1–5 | 1–1 |
| F91 Dudelange      | 0–1 | 6–0 | —   | 2–0 | 2–0 | 2–1 | 1–0 | 3–0 | 2–1 | 4–2 | 4–3 | 1–0 | 7–1 | 1–1 |
| Fola Esch          | 4–2 | 3–1 | 3–1 | —   | 3–0 | 3–1 | 4–1 | 2–1 | 1–1 | 1–0 | 3–1 | 3–1 | 2–0 | 5–0 |
| Grevenmacher       | 0–5 | 0–2 | 0–1 | 0–2 | —   | 0–1 | 0–2 | 0–0 | 0–0 | 0–3 | 1–1 | 3–0 | 0–2 | 0–2 |
| Hamm Benfica       | 4–2 | 2–2 | 0–0 | 2–3 | 3–0 | —   | 2–2 | 3–1 | 2–2 | 3–3 | 1–4 | 4–0 | 2–3 | 0–0 |
| Jeunesse Esch      | 1–1 | 6–0 | 1–2 |     | 1–0 | 6–4 | —   | 0–2 | 0–0 | 5–0 | 1–0 | 4–3 | 1–1 | 2–0 |
| Mondorf-les-Bains  | 2–2 | 1–1 | 0–0 | 0–0 | 5–1 | 2–1 | 1–2 | —   | 2–1 | 1–3 | 0–3 | 1–1 | 3–2 | 4–2 |
| Progrès Niedercorn | 0–1 | 4–0 | 0–3 | 0–1 | 1–2 | 2–0 | 0–2 | 0–1 | —   | 2–1 | 2–0 | 4–2 | 2–1 | 4–1 |
| Racing Union       | 1–1 | 2–1 | 0–2 | 2–2 | 2–1 | 1–4 | 0–0 | 2–1 | 2–2 | —   | 2–3 | 1–2 | 0–4 | 4–0 |
| Rumelange          | 4–1 | 1–0 | 2–4 | 1–3 | 2–1 | 2–5 | 1–1 | 0–2 | 0–4 | 2–4 | —   | 1–2 | 1–1 | 1–1 |
| Strassen           | 1–4 | 2–0 | 2–2 | 4–2 | 4–1 | 0–0 | 2–1 | 2–1 | 1–1 | 1–2 | 5–3 | —   | 4–3 | 3–1 |
| Victoria Rosport   | 2–3 | 1–2 | 1–2 | 1–1 | 0–1 | 5–1 | 1–2 | 0–3 | 1–4 | 4–2 | 0–1 | 2–2 | —   | 0–0 |
| Wiltz 71           | 3–2 | 2–2 | 0–6 | 0–2 | 3–2 | 0–1 | 1–5 | 0–1 | 3–2 | 0–2 | 0–1 | 1–0 | 0–4 | —   |

## Play-Off de Relegación
será disputado entre el 12 Clasificado de la Tabla Acumulada y el tercero de la  Éirepromotioun   2015-16.
| 27 de mayo de 2016, 19:30 | Wiltiz 71 | 0:1 (0:0) (t. s.) | Jeunesse Canach | Stade rue Henri Dunant, Luxemburgo |                                |
|                           |           | Reporte           | - 120' Maurer   | Asistencia: 1.282 espectadores     | Asistencia: 1.282 espectadores |

## Goleadores
Detalle de los máximos goleadores de la División Nacional de Luxemburgo de acuerdo con los datos oficiales de la Federación Luxemburguesa de Fútbol.
- Datos oficiales según la Página web oficial y UEFA.com[4]

| Jugador       | Equipo               | Goles |
| ------------- | -------------------- | ----- |
| Julien Jahier | Racing FC            | 20    |
| David Turpel  | F91 Dudelange        | 20    |
| Omar Er Rafik | F. C. Differdange 03 | 18    |
| Mickaël Jager | FC UNA Strassen      | 16    |
| Stefano Bensi | C. S. Fola Esch      | 14    |